# Temporada 1987 de las Grandes Ligas de Béisbol
La Temporada 1987 de las Grandes Ligas de Béisbol comenzó el 6 de abril y finalizó cuando Minnesota Twins derrotó en 7 juegos a
St. Louis Cardinals en la Serie Mundial.

## Premios y honores
- MVP
  - George Bell, Toronto Blue Jays (AL)
  - Andre Dawson, Chicago Cubs (NL)
- Premio Cy Young
  - Roger Clemens, Boston Red Sox (AL)
  - Steve Bedrosian, Philadelphia Phillies (NL)
- Novato del año
  - Mark McGwire, Oakland Athletics (AL)
  - Benito Santiago, San Diego Padres (NL)
- Mánager del año
  - Sparky Anderson, Detroit Tigers (AL)
  - Buck Rodgers, Montreal Expos (NL)

## Temporada Regular
Liga Americana
| División Este     | División Este | División Este | División Este | División Este | División Este | División Este |
| Equipo            | V             | D             | CTE           | JD            | LOCAL         | VISITA        |
| ----------------- | ------------- | ------------- | ------------- | ------------- | ------------- | ------------- |
| Detroit Tigers    | 98            | 64            | 0.605         | —             | 54–27         | 44–37         |
| Toronto Blue Jays | 96            | 66            | 0.593         | 2             | 52–29         | 44–37         |
| Milwaukee Brewers | 91            | 71            | 0.562         | 7             | 48–33         | 43–38         |
| New York Yankees  | 89            | 73            | 0.549         | 9             | 51–30         | 38–43         |
| Boston Red Sox    | 78            | 84            | 0.481         | 20            | 50–30         | 28–54         |
| Baltimore Orioles | 67            | 95            | 0.414         | 31            | 31–51         | 36–44         |
| Cleveland Indians | 61            | 101           | 0.377         | 37            | 35–46         | 26–55         |

| División Oeste     | División Oeste | División Oeste | División Oeste | División Oeste | División Oeste | División Oeste |
| Equipo             | V              | D              | CTE            | JD             | LOCAL          | VISITA         |
| ------------------ | -------------- | -------------- | -------------- | -------------- | -------------- | -------------- |
| Minnesota Twins    | 85             | 77             | 0.525          | —              | 56–25          | 29–52          |
| Kansas City Royals | 83             | 79             | 0.512          | 2              | 46–35          | 37–44          |
| Oakland Athletics  | 81             | 81             | 0.500          | 4              | 42–39          | 39–42          |
| Seattle Mariners   | 78             | 84             | 0.481          | 7              | 40–41          | 38–43          |
| Chicago White Sox  | 77             | 85             | 0.475          | 8              | 38–43          | 39–42          |
| Texas Rangers      | 75             | 87             | 0.463          | 10             | 43–38          | 32–49          |
| California Angels  | 75             | 87             | 0.463          | 10             | 38–43          | 37–44          |

Liga Nacional  
| División Este         | División Este | División Este | División Este | División Este | División Este | División Este |
| Equipo                | V             | D             | CTE           | JD            | LOCAL         | VISITA        |
| --------------------- | ------------- | ------------- | ------------- | ------------- | ------------- | ------------- |
| St. Louis Cardinals   | 95            | 67            | 0.586         | —             | 49–32         | 46–35         |
| New York Mets         | 95            | 67            | 0.586         | —             | 49–32         | 46–35         |
| Montreal Expos        | 91            | 71            | 0.562         | 4             | 48–33         | 43–38         |
| Philadelphia Phillies | 80            | 82            | 0.494         | 15            | 43–38         | 37–44         |
| Pittsburgh Pirates    | 80            | 82            | 0.494         | 15            | 47–34         | 33–48         |
| Chicago Cubs          | 76            | 85            | 0.472         | 18½           | 40–40         | 36–45         |

| División Oeste       | División Oeste | División Oeste | División Oeste | División Oeste | División Oeste | División Oeste |
| Equipo               | V              | D              | CTE            | JD             | LOCAL          | VISITA         |
| -------------------- | -------------- | -------------- | -------------- | -------------- | -------------- | -------------- |
| San Francisco Giants | 90             | 72             | 0.556          | —              | 46–35          | 44–37          |
| Cincinnati Reds      | 84             | 78             | 0.519          | 6              | 42–39          | 42–39          |
| Houston Astros       | 76             | 86             | 0.469          | 14             | 47–34          | 29–52          |
| Los Angeles Dodgers  | 73             | 89             | 0.451          | 17             | 40–41          | 33–48          |
| Atlanta Braves       | 69             | 92             | 0.429          | 20½            | 42–39          | 27–53          |
| San Diego Padres     | 65             | 97             | 0.401          | 25             | 37–44          | 28–53          |

## Postemporada
|  | Campeonato de la Liga | Campeonato de la Liga | Campeonato de la Liga |   |    | Serie Mundial   | Serie Mundial | Serie Mundial |
|  |                       |                       |                       |   |    |                 |               |               |
|  | Este                  | Detroit Tigers        | 1                     |   |    |                 |               |               |
|  | Oeste                 | Minnesota Twins       | 4                     |   |    |                 |               |               |
|  |                       |                       |                       |   | AL | Minnesota Twins | 4             |               |
|  |                       | NL                    | St. Louis Cardinals   | 3 |    |                 |               |               |
|  | Este                  | St. Louis Cardinals   | 4                     |   |    |                 |               |               |
|  | Oeste                 | San Francisco Giants  | 3                     |   |    |                 |               |               |

|                                                         |
| Campeón de las Grandes Ligas Minnesota Twins 2.º título |

## Líderes de la liga

### Liga Americana
Líderes de Bateo 
| Categoría           | Jugador                     | Equipo  | Marca |
| ------------------- | --------------------------- | ------- | ----- |
| Porcentaje de bateo | Wade Boggs                  | BOS     | .363  |
| Cuadrangulares      | Mark McGwire                | OAK     | 49    |
| Carreras Impulsadas | George Bell                 | TOR     | 134   |
| Carreras Anotadas   | Paul Molitor                | MIL     | 114   |
| Hits                | Kevin Seitzer Kirby Puckett | KCR MIN | 207   |
| Robo de Bases       | Harold Reynolds             | SEA     | 60    |

Líderes de Pitcheo 
| Categoría         | Jugador                    | Equipo  | Marca |
| ----------------- | -------------------------- | ------- | ----- |
| Victorias         | Roger Clemens Dave Stewart | BOS OAK | 20    |
| Derrotas          | Mike Moore                 | SEA     | 19    |
| ERA               | Jimmy Key                  | TOR     | 2.76  |
| Ponches           | Mark Langston              | SEA     | 262   |
| Entradas Lanzadas | Charlie Hough              | TEX     | 285.1 |
| Juegos salvados   | Tom Henke                  | TOR     | 34    |

### Liga Nacional
Líderes de Bateo 
| Categoría           | Jugador       | Equipo | Marca |
| ------------------- | ------------- | ------ | ----- |
| Porcentaje de bateo | Tony Gwynn    | SDP    | .370  |
| Cuadrangulares      | Andre Dawson  | CHC    | 49    |
| Carreras Impulsadas | Andre Dawson  | CHC    | 137   |
| Carreras Anotadas   | Tim Raines    | MON    | 123   |
| Hits                | Tony Gwynn    | SDP    | 218   |
| Robo de Bases       | Vince Coleman | STL    | 109   |

Líderes de Pitcheo 
| Categoría         | Jugador         | Equipo | Marca |
| ----------------- | --------------- | ------ | ----- |
| Victorias         | Rick Sutcliffe  | CHC    | 18    |
| Derrotas          | Bob Knepper     | HOU    | 17    |
| ERA               | Nolan Ryan      | HOU    | 2.76  |
| Ponches           | Nolan Ryan      | HOU    | 270   |
| Entradas Lanzadas | Orel Hershiser  | LAD    | 264.2 |
| Juegos salvados   | Steve Bedrosian | PHI    | 40    |